# Miguel Ángel Gandara
Miguel Ángel Gándara Reyes (31 gennaio 1975) è un ex calciatore cubano, di ruolo centrocampista.

## Carriera

### Nazionale
Ha debuttato in Nazionale il 10 giugno 1999, in Cuba-Giamaica (2-0), gara in cui ha siglato la rete del momentaneo 1-0 su calcio di rigore al minuto 55. Ha partecipato, con la Nazionale, alla CONCACAF Gold Cup 2002. Ha collezionato in totale, con la maglia della Nazionale, 20 presenze e tre reti.

## Palmarès

### Club

#### Competizioni nazionali
- Campionato cubano di calcio: 3

Ciudad de La Habana: 1994-1995, 1998-1999, 2000-2001